# Federation Professional League
A Federation Professional League (FPL) (em Português Liga da Federação Profissional) foi uma liga sul-africana de futebol, fundada em 1969, equivalente ao primeiro nível alternativo do futebol sul-africano, durante sua existência.
Ela foi criada após a dissolução da SASL, para integrar negros e descendentes de indianos, que estavam proibidos de participar do campeonato da National Football League (África do Sul), considerada a liga rival da FPL.

## Campeões
| Ano                   | Campeão              | Vice           | Terceiro colocado        |
| FPL League            | FPL League           | FPL League     | FPL League               |
| --------------------- | -------------------- | -------------- | ------------------------ |
| 1969 Detalhes         | Verulam Suburbs      |                |                          |
| 1970 Detalhes         | Cape Town Spurs F.C. |                |                          |
| Mainstay League       |                      |                |                          |
| 1971 Detalhes         | Cape Town Spurs F.C. |                |                          |
| 1972 Detalhes         | Glenville            |                |                          |
| 1973 Detalhes         | Cape Town Spurs F.C. |                |                          |
| 1974 Detalhes         | Cape Town Spurs F.C. |                |                          |
| 1975 Detalhes         | Berea F.C.           |                |                          |
| 1976 Detalhes         | Cape Town Spurs F.C. |                |                          |
| 1977 Detalhes         | Swaraj United        |                |                          |
| FPL Castle League     |                      |                |                          |
| 1978 Detalhes         | Durban City          |                |                          |
| Seven Seas League     |                      |                |                          |
| 1979 Detalhes         | Cape Town Spurs F.C. |                |                          |
| 1980 Detalhes         | Glenville            |                |                          |
| 1981 Detalhes         | Cape Town Spurs F.C. |                |                          |
| 1982 Detalhes         | Glendene             |                |                          |
| 1983 Detalhes         | Lightbody's Santos   |                |                          |
| 1984 Detalhes         | Lightbody's Santos   |                |                          |
| Quindrink League      |                      |                |                          |
| 1985 Detalhes         | Swaraj United        |                |                          |
| La Mercy Beach League |                      |                |                          |
| 1986 Detalhes         | Lightbody's Santos   |                |                          |
| 1987 Detalhes         | Lightbody's Santos   |                |                          |
| 1988 Detalhes         | Lightbody's Santos   |                |                          |
| 1989 Detalhes         | Battswood F.C.       |                |                          |
| 1990 Detalhes         | Lightbody's Santos   | Battswood F.C. | Port Elizabeth Blackpool |

Quando a liga foi extinta em dezembro de 1990, seis times continuaram para a temporada seguinte da National Premier Soccer League (África do Sul), o mais alto nível do Campeonato Sul-Africano de Futebol. Os seis times, melhores classificados foram: Real Taj, Tongaat Crusaders United, Bosmont Chelsea, Santos, Manning Rangers e Dangerous Darkies.